# My Heaven Is Your Hell
My Heaven Is Your Hell è un brano musicale del gruppo heavy metal finlandese Lordi, pubblicato nel 2004 come singolo estratto dall'album The Monsterican Dream.

## Tracce
1. My Heaven Is Your Hell – 3:48
2. Wake the Snake – 3:46